# Stichopogon gussakovskii
Stichopogon gussakovskii är en tvåvingeart som beskrevs av Pavel Lehr 1975. Stichopogon gussakovskii ingår i släktet Stichopogon och familjen rovflugor. Inga underarter finns listade i Catalogue of Life.